# RTPN
RTPN — объединение двух финских музыкантов Аско Катиста и Сами Антила.
Большинство композиций не содержат вокала.

## Участники
- Аско Катиста использует псевдоним AK
- Сами Антила

## Дискография
- 2004 EP Pulse & CrossFire
  - Pulse
  - Shattered
  - CrossFire
  - Hypersleep
- 2004 EP Awakening
  - Awakening
  - Blinded[3]
  - Solarize
  - Extacy[4]
  - Darkest Night (RTPN remix)[5]
  - Machine[6]
- 2009 EP Zero One
  - Ai
  - Venom
  - Unnamed
  - Oblivion
- 2017 RTPN
  - Pulse
  - Unnamed
  - Crossfire
  - Aftershock
  - Awakening
  - Cell
  - Boomslang
  - Inside
  - Venom
  - Shattered
  - Hrveli
  - Hypersleep
- 2018 RTPN 2
  - Saw
  - Collision
  - Pitch-black
  - Vortex
  - Nanoteh
  - FEEDBACK
  - Ai
  - The Fall
  - Oblivion
  - Abyss
- 2020 Pathogen
  - Prevail
  - Mute
  - Quarantine
  - Time
  - Hive
  - Hellbender
  - Pathogen
  - DM
  - Snowbound
  - Prevail - Instrumental
  - Quarantine - Instrumental

## Треки, не вошедшие в альбомы
- Aftershock (original)
- Blinded (instrumental)
- Down Shift
- Farm
- Hohto
- H
- O.U.T. 06
- Surma Humppa[7]
- SiN
- Termination
- Trigger

## Интересные факты
Энтузиасты, разрабатывавшие экспериментальный мод к Painkiller "Modern Graphics", для одного из уровней-испытаний использовали трек RTPN - Blinded.

## Ремиксы
- Beastie Boys — We Goth The Power (RTPN Remix)
- Blue Stahli — Corner (RTPN remix)
- Celldweller — Frozen (RTPN remix)
- Celldweller — Own Little World (RTPN remix)
- Celldweller — Switchback (RTPN remix)
- Palomine — You’ll be mine (RTPN remix)
- Subkulture — Erasus (RTPN remix)
- Von Routen — The Avenue (RTPN remix)